# Lagonda 3-Litre (1953)
La Lagonda 3-Litre è un'automobile prodotta dalla casa automobilistica britannica Lagonda dal 1953 al 1958 in 265 esemplari. Sostituì la Lagonda 2.6-Litre.

## Storia
Il modello aveva un motore bialbero da 2.922 cm³ di cilindrata a sei cilindri. Il telaio era lo stesso di quello utilizzato sulla 2.6-Litre. Il corpo vettura fu invece completamente rinnovato. In totale, di 3-Litre, ne furono prodotti 265 esemplari nelle versioni berlina due e quattro porte e cabriolet due porte. Entrambe le versioni erano a quattro posti.